# Stazione meteorologica di Guardiagrele
La stazione meteorologica di Guardiagrele è la stazione meteorologica di riferimento relativa alla località di Guardiagrele.

## Coordinate geografiche
La stazione meteorologica si trova nell'area climatica dell'Italia centrale, in cui è compreso l'intero territorio regionale dell'Abruzzo, in provincia di Chieti, nel comune di Guardiagrele,  a 577 metri s.l.m. e alle coordinate geografiche 42°12′N 14°13′E.

## Dati climatologici
In base alla media trentennale di riferimento 1961-1990, la temperatura media del mese più freddo, gennaio, si attesta a +4,8 °C; quella del mese più caldo, agosto, è di +23,7 °C .
| Guardiagrele       | Mesi | Mesi | Mesi | Mesi | Mesi | Mesi | Mesi | Mesi | Mesi | Mesi | Mesi | Mesi | Stagioni | Stagioni | Stagioni | Stagioni | Anno |
| Guardiagrele       | Gen  | Feb  | Mar  | Apr  | Mag  | Giu  | Lug  | Ago  | Set  | Ott  | Nov  | Dic  | Inv      | Pri      | Est      | Aut      | Anno |
| ------------------ | ---- | ---- | ---- | ---- | ---- | ---- | ---- | ---- | ---- | ---- | ---- | ---- | -------- | -------- | -------- | -------- | ---- |
| T. max. media (°C) | 7,3  | 8,8  | 11,8 | 15,8 | 20,4 | 25,5 | 28,1 | 28,3 | 24,0 | 18,1 | 12,4 | 9,4  | 8,5      | 16,0     | 27,3     | 18,2     | 17,5 |
| T. min. media (°C) | 2,3  | 2,6  | 4,9  | 8,5  | 12,4 | 16,6 | 18,8 | 19,1 | 15,9 | 11,7 | 7,5  | 4,3  | 3,1      | 8,6      | 18,2     | 11,7     | 10,4 |